# استرگوزن
استرگوزن (نام علمی: Odocoileus hemionus) نام یک گونه از سرده دندان‌تهی است.